# Палацо Бернардо
Палацо Бернардо (на италиански: Palazzo Bernardo) е дворец в готически стил, разположен на Канал Гранде във Венеция, Италия, в района Сан Поло. Построен е през XIV век по поръчка на патрицианската фамилия Бернардо, за която се смята, че произхожда от град Тревизо в североизточна Италия, но е по-вероятно да идва от Рим. Дворецът е собственост на рода Бернардо до 1868 г.
Има и друг Палацо Бернардо, намиращ се близо до моста Бернардо, също в Сан Поло, който през XVI век е придобит от фамилията Целси.